# Resultado sanitario

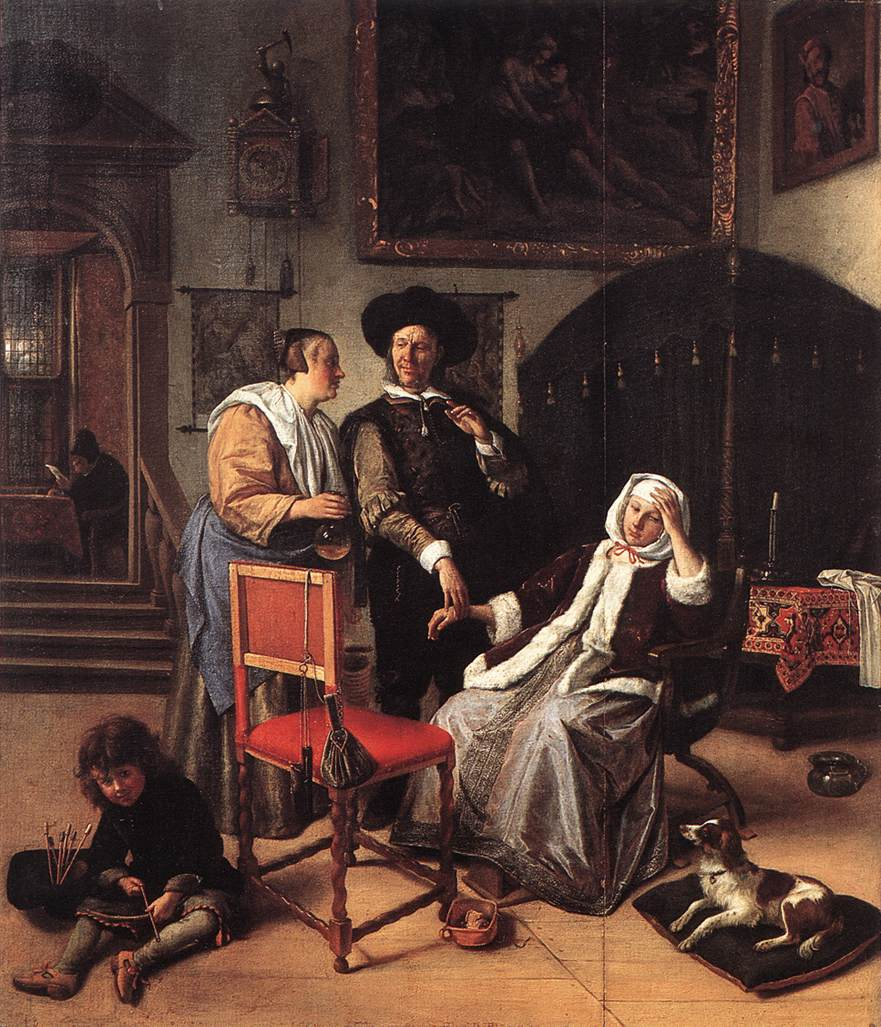
La visita del doctor, óleo de Jan Steen.

Resultado sanitario es el cambio del estado de salud atribuible al antecedente del proceso sanitario (puede ser un cambio a mejor, o a peor, o no haber cambio).

## Cambio de la salud
Resultado sanitario es el cambio en la salud de un individuo, grupo de personas o una población que es atribuible a una intervención o una serie de intervenciones. El cambio de la salud hace referencia a una amplia variedad de manifestaciones, que van desde la muerte, heridas y enfermedades a factores determinantes intermedios que influen en la aparición de lesiones y enfermedades.

## Medición
El resultado sanitario permite medir a los médicos, a la gestión sanitaria y a los sistemas sanitarios.
El resultado sanitario se mide a través de unos pocos indicadores, todos ellos según edad, sexo, clase social y lugar habitual de residencia, como por ejemplo:
- evitación de amputaciones y cegueras en diabéticos
- alivio del dolor en pacientes terminales
- mortalidad en el primer año de vida
- evitación de muertes por neumonía

Los problemas de calidad en la atención a los pacientes repercuten en el resultado sanitario, en la morbilidad y mortalidad médicamente evitable.

## Resultados en Atención Primaria
Un sistema de atención primaria fuerte y con un ejercicio profesional caracterizado por la regulación geográfica, la longitudinalidad, la coordinación y orientación comunitaria se asociaron con mejor salud de la población.